# Rio Buffalo (Cabo Oriental)
Rio Buffalo (Cabo Oriental) é um rio da África do Sul.